# Северный Кадуй
Северный Кадуй — деревня в Тулунском районе Иркутской области России. Входит в состав Будаговского муниципального образования.
Деревня расположена на левом берегу реки Даур, на противоположном берегу — деревня Южный Кадуй. Северный Кадуй находится примерно в 33 км к западу от районного центра — города Тулун.

## Население
| 2002 | 2010 | 2011 | 2012 |
| ---- | ---- | ---- | ---- |
| 133  | ↗134 | ↘133 | ↗134 |

По данным Всероссийской переписи, в 2010 году в деревне проживали 134 человека (65 мужчин и 69 женщин).